# Спорт в Ірані
В Ірані розвиваються багато видів спорту, як традиційні, так і сучасні. Тегеран, наприклад, був першим містом на Близькому Сході в якому пройшли Азійські ігри (в 1974 році), і продовжує приймати великі міжнародні спортивні змагання і до цього дня. Вільна боротьба традиційно вважається національним видом спорту, проте в даний час найпопулярнішим в Ірані видом спорту є футбол. Державні витрати на спорт становили в 2010 році близько 80 мільйонів доларів США або близько 1 долара на людину.

## Історія
Спорт і фізичні вправи були одними з головних щоденних занять людей в Стародавньому Ірані.
Суспільство надавало особливий статус спортсменам, які, завдяки своїй фізичній силі і мужності, захищали свою сім'ю і батьківщину, коли в цьому виникала необхідність.
Їх скрізь з пошаною приймали, люди пишалися своїми спортсменами і вихваляли їх за сміливість і відвагу.
Стародавні іранці надавали духовний сенс своїм мисливським діям, які вони моделювали зі зброєю в руках. Навіть маги (релігійні мудреці) брали участь в молитвах в храмах з булавою в руках, на відміну від британських єпископів, мечі яких висіли на поясі.
Ця традиція збереглася до сих пір і пережила епохи.
Ступінь захоплення іранців своїми героями і чемпіонами, серед іншого, підкреслює той факт, що в перській мові є більше 30 слів для позначення поняття героя або чемпіона.
У Стародавньому Ірані молодь у віці до 24 років отримувала грунтовну фізичну підготовку, яка включала маскування, верхову їзду, поло, метання дротиків, боротьбу, кулачний бій, стрільбу з лука, фехтування. Їх навчали стійко переносити труднощі, так що, коли виникала необхідність, вони могли спокійно ставитися до таких незручностей війни, як голод, спрага, втома, спека, холод і т. д.

### Жіночий спорт
З 1979 року для жінок-спортсменок були встановлені жорсткі вимоги як під час змагань в Ірані, так і за кордоном. Іранський олімпійський комітет ухвалив, що «відносно тих, хто не буде дотримуватися ісламських правил під час спортивних змагань, будуть застосовуватися суворі покарання». Комітет заборонив жінкам-спортсменам брати участь в тих олімпійських заходах, де чоловік-суддя міг би вступити в фізичний контакт з ними. На літніх Олімпійських іграх 1996, 2000, 2004 і 2008 років Іран в сукупності представляли шість жінок.

### День фізичного виховання і спорту
День фізичного виховання і спорту проводиться 26 Мехра (17 жовтня). В Ірані заходи, присвячені дню спорту, проводяться протягом тижня — з 26 Мехра по 2 Абана (з 17 по 23 жовтня). Вони націлені на те, щоб розповісти про користь спорту, долучити населення до фізичних вправ, а також посприяти поширенню спорту в сім'ї.

## Провідні спортивні організації Ірану
- 1935: Національна спортивна асоціація
- 1960: Інтеграція в Міністерство освіти
- 1971: Організація спорту і відпочинку
- 1977: 2-е злиття з Міністерством освіти
- 1979 даний час: Незалежна організації фізичної освіти (частина держ. апарату)
- 2011: Пропозиція в парламенті об'єднати Національну організацію молоді з Організацією фізичного освіти[4]

### Основні напрямки розвитку спорту в Ірані
Державні витрати на спорт становили в 2010 році близько 80 мільйонів доларів США або близько 1 долара на людину.
- Професійний спорт: див. також: Олімпійський комітет Ірану
- Спортивну освіту: див. також: Освіта в Ірані
- Масовий спорт

## Традиційні види спорту

### Культуризм
Культуризм дуже популярний серед молодого покоління. З професійних культуристів іранського походження варто згадати Джавада Набаві, Мохаммада Фароха, Алі Тебрізі, Хаміда Манафов і Зохар аль-Карбелайе («Арнольда» з Фаллаха).

### Боротьба
Боротьба має дуже давні традиції й довгу історію в Ірані, часто її називають національним видом спорту. Є багато стилів народної боротьби, від Варзеже Пахлавані до Зорхана, які мають схожість із сучасною вільною боротьбою.
І вільна, і греко-римська боротьба популярні в Ірані. Провінція Мазендеран — лідер країни по боротьбі, так як вона є важливою частиною її культури. Тегеран, Керманшах, Хамадан і Хорасан також виховують багато талановитих борців.
Давши світові таких великих борців, як Голамреза Тахтім (дворазовий чемпіон світу з вільної боротьби 1959 і 1961 років, олімпійський чемпіон 1956 роки), Іран вважається одним з лідерів у цьому виді спорту.
Варто також відзначити традиційну тюркську боротьбу — куреш. Іран входить в Конфедерації кураша Азії і проводить щорічний міжнародний турнір з кураша імені Пуріа Валі, а також в Тегерані проводився III Чемпіонат Азії з цього виду спорту.

### Поло
Вважається, що поло виникло в Персії багато століть тому. Поет Фірдоусі описав королівський турнір по грі в поло у IX столітті в своєму епосі Шахнаме. Змагання з гри в поло є темою багатьох традиційних картин в Ірані.
Незважаючи на акцент в ісламі на навчанні кінної їзди, в наш час, особливо після ісламської революції 1979 року, кінний спорт в Ірані знаходиться «в загоні», так як він був тісно пов'язаний з аристократією. Проте, останнім часом деякі ознаки дозволяють припустити, що кінний спорт знову може стати масовим, у зв'язку з відновленням інтересу до цього виду спорту.
Скачки є дуже популярним видом спорту серед туркменів Ірану, і є два великих стадіони для проведення скачок в Гонбад-е-Кабусі й Бендер-Торкеман. Змагання не є міжнародними і не транслюються, але переможцям дістаються значні призи. В ісламі заборонені тільки ставки на скачки і стрільбу з лука.

## Настільні ігри

### Нарди
Нарди, як і шахи, відомі в Персії з давніх часів. І хоча разом з шахами і деякими картковими іграми нарди не заохочуються державою після революції, вони все одно дуже популярні серед населення. Останнім часом обмеження пом'якшилися, але турніри все одно заборонені, тому цей вид спорту відносять до традиційних. Найстаріші нарди в світі з 60 шашками виявлені в південно-східному Ірані.

### Шахи
Походження шахів — досить спірне питання, але є теорії, за якими шахи потрапили на Індійський субконтинент з давньої Персії. На їхню користь говорять, наприклад, такі факти, що найраніші згадки про шахи знайдені в перських джерелах, також в Ірані були знайдені перші шахові фігури. Пізніше шахи поширилися з Персії в інші країни ісламського світу.

## Популярні види спорту

### Футбол

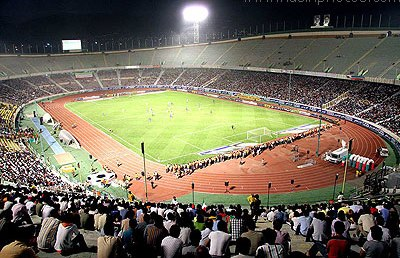
Футбольний стадіон Азаді — це найбільша футбольна арена в Ірані і 4-а за розміром у світі.

Футбол є найпопулярнішим видом спорту в Ірані. Іран потрапляв на Чемпіонат світу з футболу п'ять разів (1978, 1998, 2006, 2014 і 2018), вигравав Кубок Азії також тричі (1968, 1972 і 1976) і чотири рази дійшов до золотої медалі на Азійських іграх (в 1974, 1990, 1998 і 2002 роках).
Зокрема, за останні 10 років, в зв'язку з запуском футбольної прем'єр-ліги Ірану, було досягнуто значного прогресу. Деякі іранські гравці зараз грають в провідних європейських лігах, а деякі іранські клуби наймають європейських гравців і тренерів.
Іранські клуби (Естеґлал і ПАС) тричі вигравали клубний чемпіонат Азії (1970, 1991, 1993), але останнім участь іранської команди в Лізі чемпіонів АФК датується сезоном 1992—1993 років.
Як і всі інші види спорту, футбол в Ірані має обмежене фінансування. Найбільший футбольний стадіон Ірану — стадіон Азаді — має місткість в 100 000 місць, це домашня арена найпопулярніших іранських клубів Естеґлал і Персеполіс і місце проведення національних першостей.

### Баскетбол

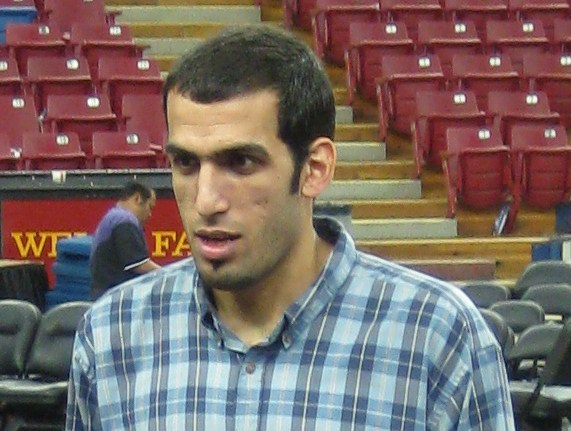
Хамед Хаддад, найвідоміший іранський баскетболіст

У баскетболі Іран має традиційну сильну національну команду і професійну лігу з конкурентоспроможними гравцями в Азії. Клуби останнім часом почали наймати сильних іноземних гравців та тренерів. Збірна взяла участь в літніх Олімпійських іграх 1948 року в Лондоні, посівши 13 місце. Вони змагалися в літніх Олімпійських іграх 2008 року в Пекіні, завдяки своїй золотій медалі в Чемпіонаті Азії FIBA 2007 року своїй першій континентальній перемозі. Перший в історії іранський гравець НБА Хамед Хаддад грає за команду Мемфіс Гріззліс.

### Важка атлетика
Силові види спорту, такі як пауерліфтинг і бодібілдинг, завжди були популярні серед іранців. Недавні успіхи світового рекордсмена суперважкоатлета Хуссейна Реза Заде і сіднейського олімпійського золотого медаліста, Хуссейна Тавакколі допомогли повернути цьому спорту досить високий статус в Ірані.

### Лижний спорт

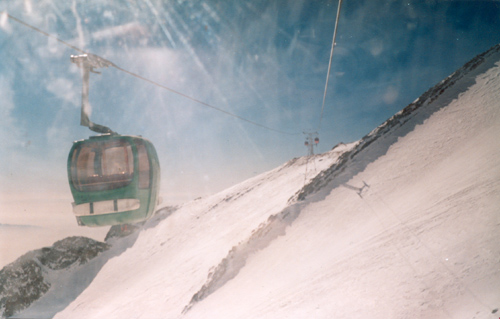
Канатна дорога піднімає лижників й інших відвідувачів на гору Точать поблизу Тегерана.

В Ірані знаходиться багато гірських районів, придатних для гірськолижного спорту, деякі з них стали останнім часом набирати популярність у іноземних туристів.
Лижний спорт почав свій розвиток в Ірані в 1938 році, завдяки зусиллям двох німецьких інженерів-залізничників. На сьогоднішній день в Ірані працюють 13 гірськолижних курортів, найвідомішими з яких є Точал, Дізін і Шемшак. Всі вони знаходяться в одному від трьох годинах їзди від Тегерана. Потенційно відповідні гірські схили можна знайти також в Лурестанеі, Мазендерані та інших провінціях.
Курорт Точал є п'ятим за величиною гірськолижним курортом в світі, з розташованої на висоті більш ніж 3730 метрів найвищої сьомий станцією. Споруда курорту була завершена в 1976 році, незадовго до повалення шаха. Він знаходиться всього в 15 хвилинах ходьби від північних районів Тегерана, і працює сім місяців в році. Тут спочатку потрібно проїхати 8 кілометрів на канатній дорозі, що піднімає на значну висоту. Сьома станція має три траси. Найдовша траса курорту знаходиться в південній частині схилу, що має форму літери «U», і йде від сьомої станції до п'ятої. Дві інших траси розташовані на північному частини схилу сьомий станції. Тут існують два паралельних підйомника, які ведуть до висоти 3900 метрів в районі піку Точать (висотою принаймні 4000 метрів), що набагато вище, ніж висота сьомий станції, куди веде канатна дорога від підніжжя. Висота цих трас вважається більшою, ніж у будь-який траси європейських гірськолижних курортів.
З піку Точал відкривається чудовий вид на Центральний Ельбурс, в тому числі на згаслий стратовулкан Демавенд висотою 5610 метрів, що є найвищою точкою країни.
У нижній частині канатної дороги є вихід в долину, де знаходиться готель Точал, розташований на висоті 3500 метрів. Звідти на підйомнику лижники можуть піднятися до 3800 метрів — піку Шахнешін, де знаходиться третя траса курорту.

### Спортивний туризм таскелелазіння

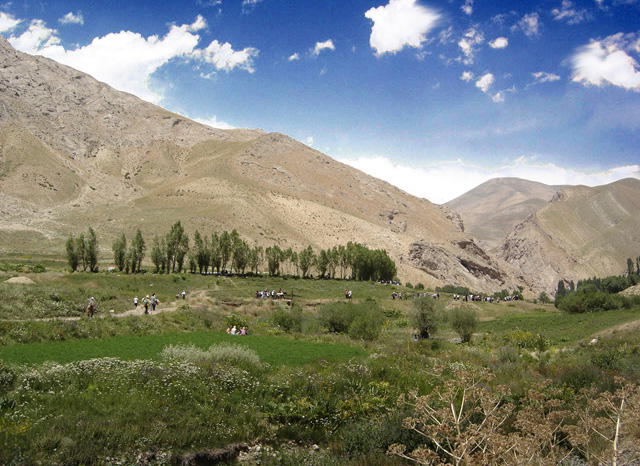
Туристи піднімаються по стежці Тангех Саваши, яка веде до трьох водоспадів у віддаленій частині гірської системи Ельбурс.

Завдяки гірському ландшафту в Ірані популярне скелелазіння. Гірські системи Загрос і Ельбурс надають безліч можливостей як для початківців, так і для більш досвідчених скелелазів.
Туризм та піші походи особливо популярні в таких місцях, як Аламут і Тангех Саваш, де можна насолоджуватися дикою природою, а також здійснювати складні сходження.

### Бойові мистецтва
Бойові мистецтва завоювали популярність в Ірані за останні 20 років. Найпопулярніші кіокушинкай, сьотокан, ушу і тхеквондо. Стиль Кунг-фу тоа виник в Ірані в 1960-і й, незважаючи на заборону після революції, досить популярний.

### Волейбол
Іран має національну волейбольну команду і професійну лігу. Іранська волейбольний збірна є однією з найсильніших команд в Азії, а молодіжна та юніорські збірні (до 19 і до 21 відповідно) входять в список найсильніших команд світу XXI століття, отримуючи медалі на Чемпіонатах світу з волейболу серед юнаків (бронза — 2003 рік, срібло — 2001, 2009 роки, золото — 2007) і Чемпіонаті світу з волейболу серед чоловічих молодіжних команд (бронза — 2007). Найпродуктивнішим був 2007 рік, коли молодіжна команда завоювала бронзу, а юніори — золото, яке стало першою міжнародною золотою нагородою в історії іранського волейболу. На Всесвітньому Кубку чемпіонів з волейболу в 2009 році Іран зайняв 5 місце. У 2010 році тегеранський клуб «Пайкан» взяв бронзу на Чемпіонаті світу з волейболу серед клубних команд. Жіночий волейбол майже не розвинений через накладених урядом обмежень.

### Футзал
Футзал (міні-футбол) практикується як на аматорському, так і на професійному рівні, почасти через відсутність відповідних футбольних полів. Іранська національна команда з футзалу — це найсильніша команда в Азії (про це говорять 10 золотих медалей при 11 проведених чемпіонатах Азії), навесні 2012 року команда перебувала на 8-му місці за статистикою ФІФА, найкраще досягнення — 4 місце на Чемпіонаті світу з міні- футболу, причому команда не потрапила на нього тільки в 1989 році. Існує іранська національна суперліга по футзалу.

### Великий теніс
Великий теніс не дуже популярний в країні, проте варто згадати двох іранських тенісистів: Мансура Бахрамі та Раміна Разіяні.

## Інші види спорту
Іншим популярним видом спорту є ралі. Тут до участі допускаються і жінки, одна з яких — Лалех Саддік — є однією з найсильніших ралісток Ірану.

## Участь в спортивних змаганнях
Після ісламської революції 1979 року жінкам було заборонено відвідувати футбольні матчі, хоча це і не було відображено в законодавстві. У квітні 2006 року президент Ірану Махмуд Ахмадінежад запропонував дозволити відвідування стадіонів жінками. Однак неясно, чи буде це рішення втілене в життя, так як багато радикальних представників духовенства висловили свою незгоду. Проте, жінки, як правило, можуть вільно відвідувати закриті спортивні заходи.